# Спортивна гімнастика на літніх Олімпійських іграх 2016 — паралельні бруси
Змагання зі спортивної гімнастики (паралельні бруси) серед чоловіків на літніх Олімпійських іграх 2016 пройдуть 16 серпня на Олімпійській арені Ріо. Беруть участь 8 спортсменів з 7-ми країн.

## Кваліфікаційний раунд
6 серпня відбувся кваліфікаційний раунд, за результатами якого визначились учасники фіналу. 
Гімнасти, які посіли перші 8 місць, кваліфікувалися у фінальний раунд. Якщо більш як два спортсмени однієї країни потрапляють до перших 8-ми, то ті, що нижче другого місця у своїй команді, не проходять далі, а їх заміняють спортсмени з наступними найкращими оцінками.
| Місце | Ім'я                   | Сума   | Кваліфікація |
| ----- | ---------------------- | ------ | ------------ |
| 1     | Олег Верняєв (UKR)     | 16.166 | Q            |
| 2     | Давид Белявський (RUS) | 15.933 | Q            |
| 3     | Ден Шуді (CHN)         | 15.800 | Q            |
| 4     | Манріке Лардует (CUB)  | 15.766 | Q            |
| 5     | Ю Хао (CHN)            | 15.733 | Q            |
| 6     | Лін Чаопан (CHN)       | 15.700 |              |
| 7     | Данелл Лейва (USA)     | 15.600 | Q            |
| 8     | Рьохей Като (JPN)      | 15.500 | Q            |
| 9     | Андрей Мунтян (ROU)    | 15.466 | Q            |

## Фінал
| Місце | Ім'я                   | Складність | Виконання | Штраф | Загалом |
| ----- | ---------------------- | ---------- | --------- | ----- | ------- |
| 1     | Олег Верняєв (UKR)     | 7.100      | 8.941     |       | 16.041  |
| 2     | Данелл Лейва (USA)     | 6.900      | 9.000     |       | 15.900  |
| 3     | Давид Белявський (RUS) | 6.900      | 8.883     |       | 15.783  |
| 4     | Ден Шуді (CHN)         | 7.200      | 8.566     |       | 15.766  |
| 5     | Манріке Лардует (CUB)  | 7.100      | 8.525     |       | 15.625  |
| 6     | Андрей Мунтян (ROU)    | 6.600      | 9.000     |       | 15.600  |
| 7     | Рьохей Като (JPN)      | 6.800      | 8.433     |       | 15.233  |
| 8     | Ю Хао (CHN)            | 7.400      | 7.433     |       | 14.833  |